# Maarten Knottenbelt
Maarten Jan Knottenbelt (Batavia, 3 december 1920 – Den Haag, 19 augustus 2004) was een Nederlandse militair van de Koninklijke Landmacht tijdens de Tweede Wereldoorlog die onderscheiden is met de Militaire Willems-Orde. Hij was in 1942 een van de eerste Nederlandse militairen die de commando-opleiding voltooiden.

## Jeugd
Maarten Knottenbelt was het derde kind in een gezin van vier. Zijn ouders waren Frederik Hendrik Knottenbelt (geb. 1884) en Helena Johanna ten Doesschate (geb. 1895-). Frederik Hendrik Knottenbelt was mede-eigenaar van de suiker export firma Wellenstein Krause & Co in Batavia en de familie was zeer gefortuneerd. Knottenbelts broer en zusters waren Gesiena Suzanna (1916), Frederik Hendrik (1918) en Helena Johanna (1925)
Op het moment dat de Tweede Wereldoorlog uitbrak studeerde Knottenbelt in Engeland aan de Universiteit van Oxford. Zijn ouders woonden in Londen en hij had ook in Engeland op een kostschool in Eton gezeten. Op 20 augustus 1940 werd hij als dienstplichtige opgenomen in de Prinses Irene Brigade in Engeland. Hij werd opgeleid tot officier en werd op 24 juli 1941 benoemd tot reserve tweede luitenant van het Wapen der Infanterie.

## Commando
Na de val van Frankrijk in juni 1940 besloot Winston Churchill tot oprichting van Commando’s. Op 22 maart 1942 is Knottenbelt een van de 48 vrijwilligers (8 officieren, 17 onderofficieren, 4 korporaals en 19 soldaten) van de Prinses Irene Brigade die beginnen aan de vooropleiding bij No. 3, No. 4, No. 9 en No. 12 Commando en daarna in mei 1942 de commandotraining volgen in het “Commando Basic Training Centre” in Achnacarry in de Schotse Hooglanden, waar sinds februari 1942 het “Commando Training Depot” gevestigd is.
Knottenbelt en 24 anderen voltooiden de opleiding, en werden geplaatst bij de op 29 juni 1942 opgerichte No. 2 (Dutch) Troop gevormd die wordt geplaatst bij No.4 Commando in Troon. De eerste commandant van No. 2 Dutch Troop wordt reserve eerste luitenant Piet Mulders en als officieren worden de reserve tweede luitenants Jan Linzel en Carel Ruijsch van Dugteren en Maarten Knottenbelt toegevoegd. Op 16 juli worden ze overgeplaatst naar Portmadoc in Noord-Wales waar No. 2 Dutch Troop bij No. 10 (Inter-Allied) Commando wordt ingedeeld.

### Birma
Op 11 december vertrekt No. 2 Dutch Troop, o.a. op verzoek van prins Bernhard, met de Britse 3e Commando Brigade naar Bombay. Na aankomst half januari 1944 wordt Dutch Troop in een tentenkamp ondergebracht.
Als eenheid wordt No. 2 Dutch Troop niet ingezet, maar een aantal commando’s wordt gedetacheerd bij Britse eenheden. Knottenbelt gaat met sergeant Willem van der Veer (1917-2009) toegevoegd aan No. 44 (Royal Marine) Commando en nemen daarmee deel aan gevechtsacties tegen de Japanners bij Arakan in Birma. Op 18 juli 1944 gaat No. 2 Dutch Troop terug naar Engeland.:p146/147

### Market Garden
Knottenbelt werd met Nederlandse commando’s van No. 2 Dutch Troop voor Operatie Market Garden gedetacheerd bij de Britse 1e Luchtlandingsdivisie, de Amerikaanse 82e en 101e Luchtlandingsdivisies en het Britse Luchtlandingskorps. Knottenbelt en twaalf anderen werden toegevoegd aan de Britse 1e Luchtlandingsdivisie.
Ze landden op zondag 17 september in de buurt van Renkum in een zweefvliegtuig. Knottenbelt en commando Van Barneveld zwommen tijdens de gevechten meerdere keren de Rijn over om contact te maken met de in Driel in de Betuwe, gelande Poolse 1e Onafhankelijke Parachutistenbrigade.
Toen de Duitsers steeds verder oprukten nam Knottenbelt het bevel over een groep van ongeveer 25 Britse militairen op zich waarmee hij een huizengroep in Oosterbeek verdedigde. Zelf raakte Knottenbelt ook gewond. Hij zwom de Rijn over en keerde terug naar Londen.

### Zuid-Nederland
Nadat hij van zijn verwondingen hersteld was meldde Knottenbelt zich met 7 andere commando’s waaronder sergeant Willem van der Veer, korporaal Raymond Westerling en commando Niek de Koning voor speciale opdrachten. Zij werden door het Bureau Bijzondere Opdrachten (BBO), de Nederlandse tegenhanger van het Britse Special Operations Executive in Londen aangewezen om boven bezet Nederland te worden geparachuteerd. De geallieerde doorstoot naar Noord-Nederland werd spoedig verwacht en dit detachement moest door wapen- en sabotage-instructie de verzetsgroepen opleiden om de geallieerden te ondersteunen. De 8 commando’s kregen een korte paracursus bij de Special Training School (STS) 51 (No 1 Parachute Training School) van de SOE in Ringway.
Knottenbeld werd evenwel in november 1944 met commando Abraham van Creveld naar bevrijd Nederland gestuurd, waar ze ruim 100 vrijwilligers wierven om No. 2 Dutch Troop te versterken. 70 van hen wisten uiteindelijk het commandobrevet te bemachtigen.

### Jedburgh
In 1945 werd Knottenbelt met Carel Ruijsch van Dugteren door het BBO toegevoegd aan Operatie Jedburgh. Bij deze operatie werden speciale eenheden van in principe drie man (twee officieren, waarvan er één Brits of Amerikaans was terwijl de ander uit het land kwam waar het team actief was (Frankrijk, België of Nederland) en een onderofficier radiotelegrafist) in bezet gebied gedropt om het plaatselijk verzet te organiseren en ondersteunen.
In de nacht van 3 op 4 april 1945 werd het Jedburgh team Gambling dat bestond uit Knottenbelt en de Britse major Arthur Henry Clutton en sergeant Jim Menzies per parachute bij Appel ten noorden van Barneveld samen met een SAS-verkenningsteam dat bestond uit de Britse captain P.N. Stuart en verbindingsman sergeant Frank Herring-Sweet, en de Nederlandse luitenant Johan de Stoppelaar Blijdenstein gedropt ter ondersteuning van de geallieerde troepen. Knottenbelt trad op als commandant van een groep ongeoefende manschappen der Binnenlandse Strijdkrachten en liet daarmee tot tweemaal toe de Duitsers in een hinderlaag lopen en bracht hen zware verliezen toe. Daarmee hij het Canadese troepen mogelijk maakte om op 20 april 1945 het Apeldoorns Kanaal nabij Oene over te steken.

## Na de oorlog
Knottenbelt werd op 10 juli 1946 eervol ontheven uit zijn functie en op 1 oktober 1960 eervol ontslagen uit de militaire dienst.
Hij werd overtuigd pacifist en hield tot in de jaren ‘80 jaren lezingen om zijn denkbeelden te verspreiden.
Zijn laatste levensjaren woonde hij in Den Haag.

## Persoonlijk
Knottenbelt trouwde op 15 december 1954 in Londen met de Australische Evelyn Egerton Daly (1927 - 2006) van wie hij later scheidde, en op 12 mei 1981 met Lola Mees (Lola Rudolfine Margaretha Elisabeth Mees) een eveneens gescheiden violiste. Knottenbelt had geen kinderen.

## Decoraties

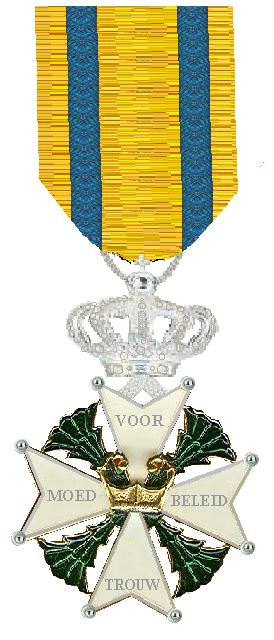
MWO.4

Ridder 4e klasse der Militaire Willems-Orde, (bij koninklijk besluit (K.B.) no. 8 van 30 augustus 1948)

 Bronzen Kruis toegekend op 30 maart 1945 bij K.B. no. 31. Ingetrokken bij K.B. no. 8 van 30 augustus 1948 omdat hij i.p.v. het BK de MWO kreeg

 Oorlogsherinneringskruis met 2 gespen

 Onderscheidingsteken voor Langdurige Dienst als officier met jaarteken XV

 Verzetsherdenkingskruis

 Parachutistenbrevet

## Carrière
| Insigne | Rang                       | Datum            |
| ------- | -------------------------- | ---------------- |
|         | dpl. soldaat               | 20 augustus 1940 |
|         | reserve-tweede luitenant   | 24 juli 1941     |
|         | reserve-eerste luitenant   | 1 augustus 1943  |
|         | reserve-majoor (tijdelijk) | 3 september 1945 |
|         | reserve-kapitein           | 15 mei 1948      |
|         | Eervol ontslag             | 1 oktober 1960   |